# ラティーフ・カヨデ
ラティーフ・カヨデ（Lateef Kayode、男性、1983年3月3日 - ）は、ナイジェリアのプロボクサー。ラゴス州ラゴス出身。クルーザー級時代には世界王座に近い存在として注目を集めた選手。トレーナーはフレディ・ローチ。

## 来歴
2008年8月15日、カヨデはプロデビューを果たし4回判定勝ちを収めた。
2009年4月30日、マルコス・ディッカーソンと対戦し初回終了時TKO勝ち。
2010年8月6日、アルフレド・エスカンテ・ジュニアとNABO北米クルーザー級王座決定戦を行い、8回2分59秒TKO勝ちを収め王座獲得に成功した。
2010年10月15日、エピィファニオ・メンドーサとNABF北米クルーザー級王座決定戦を行い、メンドーサの6回終了時棄権により王座獲得に成功した。
2010年12月3日、エド・ペリーと対戦し、6回53秒KO勝ちを収めNABO王座の初防衛に成功した。
2011年2月4日、ニコラス・イアヌジーと対戦し、3-0(98-91、97-92、95-94)の判定勝ちを収めNABF王座は初、NABO王座の2度目の防衛に成功した。
2011年6月10日、マット・ゴディーと対戦し、3-0(98-89、98-90、97-90)の判定勝ちを収めNABF王座は2度目の防衛、NABA北米王座獲得に成功した。
2011年9月9日、ホセ・コーラ・ジュニアと対戦し、3-0(97-92、96-93、98-92)の判定勝ちを収めNABA王座初防衛に成功した。
2012年6月2日、スタブハブ・センターでIBO世界クルーザー級王者アントニオ・ターバーと対戦。1-1(115-113、113-115、114-114)の判定で引き分けた為、王座獲得に失敗した。その後ターバーから違反薬物が検出され試合は無効試合に変更になった。
2013年12月6日、1年6ヶ月ぶりに復帰戦を行い、2回1分33秒TKO勝ちを収めた。
2014年9月11日、ラスベガスのハードロック・ホテル・アンド・カジノ内ザ・ジョイントでルイス・オルティスとWBA世界ヘビー級暫定王座決定戦を行ったが、1回2分55秒TKO負けを喫し王座獲得に失敗した。しかしオルティスから違反薬物のナンドロロンが検出された為、無効試合に変更となった。
2015年11月4日、タタールスタン共和国カザンのタトネフト・アリーナでWBA世界クルーザー級王者デニス・レベデフと対戦するが7回と8回に1度ずつダウンを奪われプロ初黒星となる8回1分22秒TKO負けを喫し王座獲得に失敗した。

## 獲得タイトル
- NABO北米クルーザー級王座
- NABF北米クルーザー級王座
- NABA北米クルーザー級王座